# Paolo Tiralongo
Paolo Tiralongo (né le 8 juillet 1977 à Avola, en Italie) est un coureur cycliste italien, professionnel de 2000 à 2017. Grimpeur, il a été successivement équipier de, notamment, Damiano Cunego, Alberto Contador, Vincenzo Nibali et Fabio Aru. Il a remporté trois étapes du Tour d'Italie et s'est classé huitième du Tour d'Espagne 2009.

## Biographie
Paolo Tiralongo devient coureur professionnel en 2000 au sein de l'équipe Fassa Bortolo. Il se classe notamment troisième du Tour d'Autriche en 2001 et deuxième du Tour méditerranéen en 2002, devancé par son leader Michele Bartoli. 
De 2003 à 2005, il court pour Ceramiche Panaria. Lors du Tour d'Italie 2003, une chute lui cause une fracture des vertèbres, qui l'immobilise pendant sept mois,. De retour en compétition, il est deuxième du Brixia Tour et du Trophée Melinda en 2004, troisième de Milan-Turin et du Trofeo Laigueglia en 2005. Il termine 32e du Tour d'Italie 2005.
En 2006, Paolo Tiralongo est recruté par l'équipe Lampre. Il passe quatre années dans cette équipe, travaillant essentiellement pour Damiano Cunego. Il dispute ses premiers Tours de France, en 2006 et 2008, terminés respectivement aux 70e et 49e places. Ses meilleurs résultats sont la quinzième place du Tour d'Italie 2006 et la huitième place du Tour d'Espagne 2009. À l'issue de cette année 2009, sa relation avec Cunego est dégradée. Il quitte l'équipe Lampre pour l'équipe kazakhe Astana, qui l'engage pour deux saisons, à la demande de son leader Alberto Contador.
Au printemps 2010, il dispute le Tour d'Italie, où il doit épauler Alexandre Vinokourov avant de pouvoir viser une place au classement général durant la troisième semaine. Une chute lors de la sixième étape l'oblige à abandonner, alors qu'il occupe la dixième place du classement général. Après cet abandon, il passe au service d'Alberto Contador au Critérium du Dauphiné, dont ce dernier prend la deuxième place. Tiralongo aide ensuite Contador à gagner le Tour de France. Cette victoire lui est cependant retirée deux ans plus tard pour dopage.
En 2011, Tiralongo est équipier d'Alexandre Vinokourov et Roman Kreuziger au Giro et au Tour. Échappé lors de la 19e étape du Tour d'Italie, il est rejoint par Contador qui l'aide à gagner, bien qu'il ne soit plus dans la même équipe. Fin 2011, le contrat qui le lie à Astana est prolongé de deux ans.
En 2012, Tiralongo gagne à nouveau une étape du Tour d'Italie.
En 2013, Astana recrute Vincenzo Nibali. Tiralongo aide celui-ci à gagner le Tour d'Italie et à prendre la deuxième place du Tour d'Espagne. L'année suivante, Tiralongo a pour mission d'encadrer le jeune grimpeur Fabio Aru. Il l'accompagne au Tour d'Italie et au Tour d'Espagne, dont Aru prend les troisième et cinquième places. 
À l'issue de la saison 2014, son contrat avec Astana est prolongé avec le même rôle de mentor pour Aru.
En 2015 il participe une nouvelle fois au Tour d'Italie et gagne la 9e étape. En fin de saison il prolonge d'un an le contrat qui le lie à son employeur.
Il prend sa retraite sportive à la fin de la saison 2017, à 40 ans. Il est par la suite l'entraîneur de Fabio Aru.

## Accusations de dopage
En décembre 2014, La Repubblica publie un article dans lequel le journal indique que Paolo Tiralongo est lié au controversé médecin espagnol Eufemiano Fuentes. Il porte plainte contre le journal pour diffamation,.

## Relation particulière avec Alberto Contador
Paolo Tiralongo est un coureur proche d'Alberto Contador. Ils évoluent un an dans la même équipe, Astana, en 2010 et figure dans l'équipe Astana sur le Tour de France. Équipier de Contador, il l'aide à s'imposer sur cette Grande Boucle,. Contador rejoint Saxo Bank-Sungard en 2011. Cette saison, lors du Tour d'Italie, Tiralongo s'échappe lors de la 19e étape. Rejoint par Contador peu avant l'arrivée, celui-ci laisse son ancien équipier s'imposer. L'année suivante, lors du Tour d'Espagne, Tiralongo aide Contador à distancer ses rivaux dans la 17e étape et à prendre ainsi la tête de l'épreuve. Contador dit de Tiralongo : « Avec Paolo, j’ai un dixième homme en course. ». Tiralongo n'hésite pas à dire qu'il reste équipier de Contador bien qu'ils évoluent dans des équipes différentes.

## Palmarès et classements mondiaux

### Palmarès amateur
| - 1994 - Giro della Castellania - 1995 - 3e du Trofeo Emilio Paganessi - 1996 - Grand Prix de la ville de Pistoia - 1997 - 2ea étape du Tour de la Vallée d'Aoste (contre-la-montre par équipes) - 1998 - Grand Prix de Poggiana - Cronoscalata della Futa - Cronoscalata Livorno-Valle Benedetta - 2e du Gran Premio Montanino - 2e du Mémorial Danilo Furlan - 3e du Grand Prix de la ville d'Empoli - 3e du Tour de la Vallée d'Aoste - 3e du Baby Giro | - 1999 - Classement général du Triptyque ardennais - 5e étape du Tour de la Vallée d'Aoste - Gran Premio Chianti Colline d'Elsa - 2e du Tour de la Vallée d'Aoste - 2e du Trofeo Gianfranco Bianchin - 3e de Florence-Viareggio |  |

### Palmarès professionnel
| - 2001 - 3e du Tour d'Autriche - 2002 - 2e du Tour méditerranéen - 2004 - 2e du Brixia Tour - 2e du Trophée Melinda - 2005 - 3e de Milan-Turin - 3e du Trofeo Laigueglia - 2009 - 8e du Tour d'Espagne | - 2011 - 19e étape du Tour d'Italie - 2012 - 7e étape du Tour d'Italie - 2013 - 1re étape du Tour d'Espagne (contre-la-montre par équipes) - 2015 - 4e étape du Tour du Trentin - 9e étape du Tour d'Italie |  |

### Résultats sur les grands tours

#### Tour de France
5 participations
- 2006 : 70e
- 2008 : 49e
- 2010 : 54e
- 2011 : abandon (17e étape)
- 2016 : 74e

#### Tour d'Italie
12 participations
- 2003 : abandon (12e étape)
- 2005 : 32e
- 2006 : 15e
- 2007 : 26e
- 2009 : 38e
- 2010 : abandon (6e étape)
- 2011 : 18e[20],[21], vainqueur de la 19e étape
- 2012 : 23e, vainqueur de la 7e étape
- 2013 : 99e
- 2014 : 45e
- 2015 : 19e, vainqueur de la 9e étape
- 2017 : 83e

#### Tour d'Espagne
9 participations
- 2000 : 96e
- 2002 : 43e
- 2007 : abandon (10e étape)
- 2008 : 27e
- 2009 : 8e
- 2012 : 38e
- 2013 : 51e, vainqueur de la 1re étape (contre-la-montre par équipes)
- 2014 : 33e
- 2015 : abandon (3e étape)

### Classements mondiaux
| Année                  | 2005 | 2006 | 2007 | 2008 | 2009 | 2010 | 2011 | 2012 | 2013 | 2014 | 2015 |
| ---------------------- | ---- | ---- | ---- | ---- | ---- | ---- | ---- | ---- | ---- | ---- | ---- |
| Classement ProTour     |      | 127e |      |      |      |      |      |      |      |      |      |
| Calendrier mondial UCI |      |      |      |      | 85e  |      |      |      |      |      |      |
| UCI World Tour         |      |      |      |      |      |      | 120e | 113e | nc   | nc   | 117e |
| UCI Europe Tour        | 122e |      |      |      |      |      |      |      |      |      |      |